# Antonio Brunelli (compositore)
Antonio Brunelli (Santa Croce sull'Arno, 20 dicembre 1577 – Pisa, 19 novembre 1630) è stato un compositore italiano.

## Biografia
(Antonio Brunelli, Scherzi, Arie... Lib. 3, Venezia, 1616)
Subito dopo la nascita a Santa Croce sull'Arno (Pisa) la famiglia di Antonio Brunelli si trasferì a Bagnoregio, luogo dove nacquero i successivi cinque fratelli del musicista e in cui la famiglia possedeva alcuni beni fondiari già da epoca precedente. Antonio ricevette la prima istruzione musicale dal padre Romolo, anch'egli musicista e maestro di cappella. Negli anni seuccessivi, anteriormente al 1603, Antonio continuò la sua formazione artistica con Giovanni Maria Nanino, come ricorda nelle sue Regole et dichiarationi di alcuni contrappunti doppii (Firenze, 1610). Dal 1603 al 1607 fu maestro di cappella e organista del Duomo di San Miniato. Successivamente ottenne lo stesso incarico al duomo di Prato, mantenendolo fino al 1613. Infine fu "maestro di cappella del granduca di Toscana" nella chiesa dei Cavalieri di S. Stefano di Pisa, ricoprendo questo incarico fino alla morte.

## Opere
- Esercizi a una e due voci [op. 1] - Firenze, Marescotti (1605)[2]
- Regole utilissime - Firenze, Volcmar Timan (1606)[3]
- Affettuoso et invaghito, Canzonette a tre voci [op. 2] - Firenze, Marescotti (1608)[4]
- Mottetti a due voci Lib. 2 [op. 3] - Firenze, Marescotti (1608)[4]
- Mottetti a due voci Lib. 2 [op. 4] - Firenze, Marescotti (1608)[4]
- Fiori odoranti, Madrigali a tre voci Lib. 1 [op. 5] - Venezia (1609)[5]
- Fiammette d'ingenio, Madrigali a tre voci Lib. 2 [op. 6] - Venezia (1610)[5]
- Regole et dichiarazioni - Firenze, Marescotti (1610)[6]
- Prati di sacri fiori musicali [op. 7] - Venezia, Vincenti (1612)[7]
- Canoni vari [op. 8] - Venezia, Vincenti (1612)[8]
- Scherzi, arie, ... Lib.1 [op. 9] - Venezia, Vincenti (1613)[9]
- Balletto della cortesia (1614)[10]
- Scherzi, arie,... Lib.2 [op. 10] - Venezia, Vincenti (1614)[6]
- Varii esercitii [op. 11] - Firenze, Zanobi Pignoni (1614)[6]
- Scherzi, arie, ... Lib.3 [op. 12] - Venezia, Vincenti (1616)[6]
- In raccolte d'epoca, ristampa di Tibi Laus Tibi Gloria, Mottetto a tre voci con b.c. (1616)[11]
- Godi felice alfea, Aria a 2 voci - Venezia, Vincenti (1616)[11]
- Sacra Cantica [op. 13] - Venezia, Vincenti (1617)[6]
- Missae Tres Pro Defunctis [op. 14] - Venezia, Vincenti (1619)[11]
- 12 Salmi brevi concertati (senza cognome) - Pisa (1629)
- Musica per la festa del 31.1.1620 - (1620)
- Fioretti spirituali [op. 15 ] - Venezia, Magni (1621)
- Nella raccolta di Ioannes Reinenger "Delicie Sacrae Musicae", Ecce Panis Angelorum e Crux Fidelis a quattro voci - Ingolstadt, Haenlin (1626)[12]